# Litra MX 131-132
 Ikke at forveksle med Litra MX 1001-1045.
Litra MX 131-132 er to danskbyggede dieselelektriske lokomotiver, der blev leveret til DSB af Frichs i 1932. MX 131 er i dag ophugget, men MX 132 er bevaret af Danmarks Jernbanemuseum i Odense.
| Jernbane | Spire Denne jernbaneartikel er en spire som bør udbygges. Du er velkommen til at hjælpe Wikipedia ved at udvide den. |